# Турчин, Анастасия Егоровна
Анастаси́я Его́ровна Турчи́н (род. 3 января 1995) — украинская дзюдоистка, мастер спорта Украины международного класса.
Представляет Волынскую область, ФСТ «Динамо» и СК «Спартаковец» (Киев).
Выступает в весовой категории до 78 кг.
Участница XXXII Олимпийских Игр в Токио (Япония).
Чемпионат мира-2021 (Будапешт) — 5 место
Чемпионка Европы среди девушек до 17 лет (Коттонера-2011), чемпионка Европы среди юниорок до 21 года (Бухарест-2014), двукратная чемпионка Европы среди молодёжи до 23 лет (Самоков-2013, Тель-Авив-2016), пятикратная чемпионка Украины среди женщин (Луцк-2014, Киев-2015, Киев-2016, Сумы-2017, Запорожье-2020). 
Победительница турниров "Гран-При" (Тбилиси-2017, Ташкент-2017).
Тренеры: Михаил Романкевич, Виталий Терешкевич, Виталий Дуброва.
Родилась в городе Ровно в семье сенегальца и украинки (мать сейчас проживает в Испании, Анастасия живёт в Киеве). 
Имеет воинское звание младший сержант и работает спортсменом-инструктором спортивной команды спортивного клуба Национальной гвардии Украины. Награждена Почётной грамотой Ровенского городского совета и исполнительного комитета.